# Figatellu

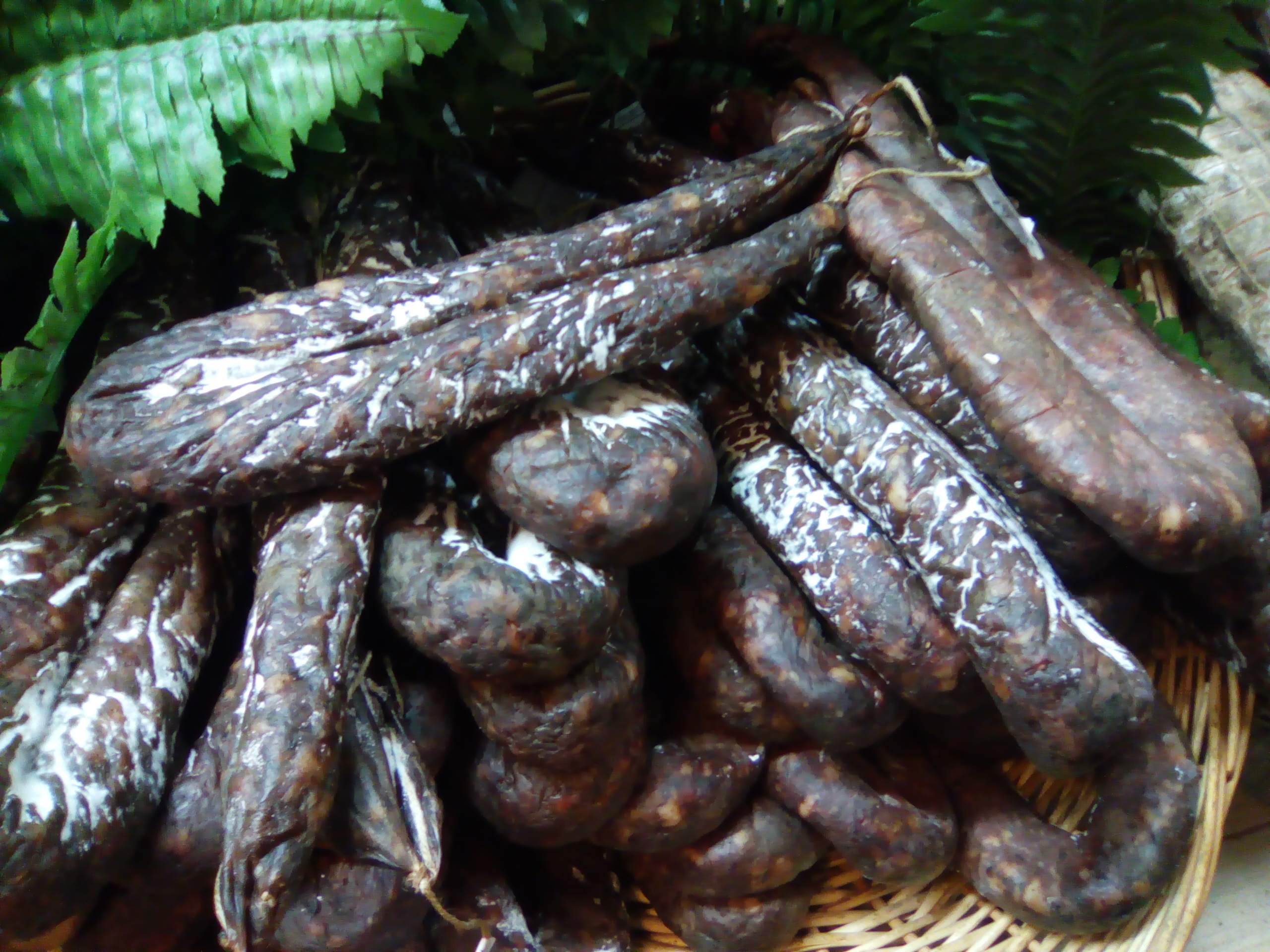
Figatelli na salonie kulinarnym w Paryżu

Figatellu (l. mn. figatelli, kors. ficateddu) – korsykański regionalny wyrób wędliniarski przygotowywany na bazie wątroby wieprzowej czarnej odmiany świni domowej z Korsyki. 
W celu przygotowania potrawy wątroba jest siekana z solą, pieprzem, goździkami i czosnkiem oraz dodatkiem czerwonego (ewentualnie różowego) wina. Masa jest pakowana do flaka, podobnie jak kiełbasa i następnie wędzona przez okres około miesiąca. Po tym czasie może stanowić jako przystawka, np. wraz z salami, coppa (daniem z wędzonej karkówki), czy suszoną lokalną szynką (lonzu prisuttu). Na Korsyce serwowana jest też na świeżo (bez wędzenia), na gorąco, z grilla lub pieczona powoli na żarze, pomiędzy dwoma kawałkami chleba lub z polentą zrobioną z mąki kasztanowej.